# 勒隆扎克
勒隆扎克（法語：Le Lonzac，法語發音：[lə lɔ̃zak]）是法国科雷兹省的一个市镇，位于该省中北部，属于蒂勒区。

## 地理
勒隆扎克（45°27'50"N, 1°43'43"E）面积35.97 平方千米，位于法国新阿基坦大区科雷兹省，该省份为法国中南部省份，北起上维埃纳省和克勒兹省，西接多爾多涅省，南至洛特省，东临多姆山省和康塔爾省。
与勒隆扎克接壤的市镇（或旧市镇、城区）包括：阿菲约、博蒙、尚布利沃、埃比里、马德朗日、佩里萨克。

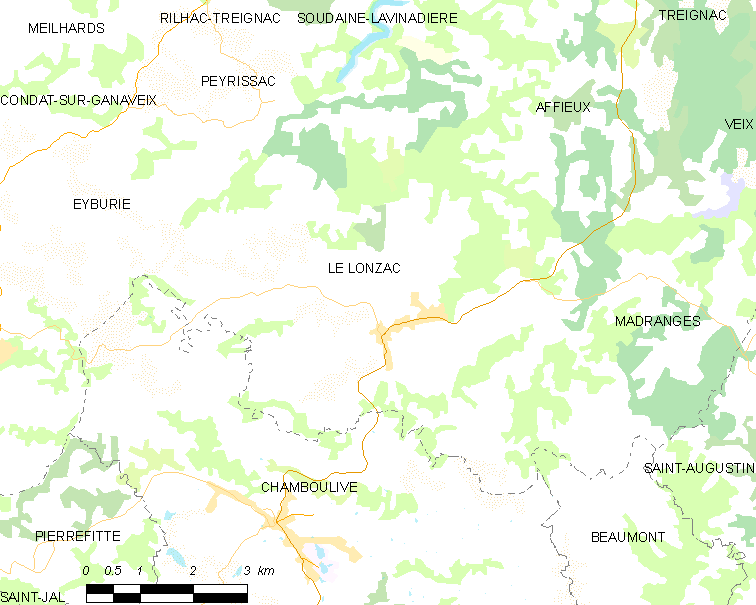
勒隆扎克的OSM定位图

勒隆扎克的时区为UTC+01:00、UTC+02:00（夏令时）。

## 行政
勒隆扎克的邮政编码为19470，INSEE市镇编码为19118。

## 政治
勒隆扎克所属的省级选区为塞亚克-莫内迪耶尔县。

## 人口

1962-2008年间勒隆扎克人口变化图示

勒隆扎克于2022年1月1日时的人口数量为819人。